# Соколи-Єзьорне
Соколи-Єзьорне (пол. Sokoły Jeziorne, нім. Rosensee, until 1935: Sokollen bei Skarzinnen) — село в Польщі, у гміні Біла Піська Піського повіту Вармінсько-Мазурського воєводства.
Населення — 107 осіб (2011).

## Демографія
Демографічна структура станом на 31 березня 2011 року:
|          | Загалом | Допрацездатний вік | Працездатний вік | Постпрацездатний вік |
| -------- | ------- | ------------------ | ---------------- | -------------------- |
| Чоловіки | 57      | 15                 | 40               | 2                    |
| Жінки    | 50      | 9                  | 31               | 10                   |
| Разом    | 107     | 24                 | 71               | 12                   |